# 外高山駅
外高山駅（ウェゴサンえき）は、かつて大韓民国蔚山広域市蔚州郡にかつて存在した東海南部線の鉄道駅（臨時駅）である。

## 経緯
韓国では通常駅名標の英語はstationで終わるが、当駅はOegosan-Special Tracksであることが特徴の一つに挙げられる。その理由は、この駅自体が2010年9月30日から同年10月24日まで開かれた2010年蔚山世界の陶器文化エキスポ観覧客の便宜のために設置されたためである。
陶器エキスポ当時はムグンファ号列車が金、土、日曜日には、1日8回（上・下行の4往復）、平日（月〜木）には、1日6回（上・下行の3往復）停車した。セマウル号を利用する場合には、南倉駅や太和江駅からバスに乗り換えた後、移動することができた。
エキスポが終わると当駅はすぐに閉鎖された。

2014年1月24日に改正された、列車の運転施行細則第6条臨時乗り場項目から、外高山駅の名前が消えた。
閉鎖後も乗り場は存在したが、東海線自体が複線化され、線路が移設されたため、同時に外高山駅も解体された。

## 歴史
- 2010年9月30日：蔚山陶器エキスポ開催のため臨時乗降場として営業開始[1]。
- 2010年10月25日：旅客営業休止。
- 2014年1月27日：廃止[2]。